# كيرميت سنترون
كيرميت سنترون (بالإنجليزية: Kermit Cintrón)‏ مواليد 22 أكتوبر 1979 في بورتوريكو، هو ملاكم أمريكي يصنف ضمن فئة وزن خفيف المتوسط. حقق بطولة الاتحاد الدولي للملاكمة.

## إحصائيات
خاض خلال مسيرته 42 نزالا، فاز في 35 وتعادل في 2 وخسر في 5. فاز بالضربة القاضية في 28 نزالا.

## روابط خارجية
- كيرميت سنترون على موقع بوكس ريك (الإنجليزية) (registration required)